# 깅엄체크
〈깅엄체크〉 (ギンガムチェック 긴가무쳇쿠[*])는 일본의 아이돌 그룹 AKB48의 메이저 27번째 싱글이다. 발매 전에 실시된 'AKB48 27th 싱글 선발 총선거'에서 뽑힌 멤버들이 참가한 싱글이다.
오리콘 연간 3위(등장회수 30주), 싱글트랙 다운로드 플래티넘(25만 이상), CD렌탈 연간 10위, 유튜브 조회수 약 2천 4백만,
빌보드재팬 핫100 연간 3위

## 수록곡

### 타입 A
| #  | 제목 | 재생 시간 |
| -- | --- | --------- |
| 1. | 〈ギンガムチェック 깅엄 체크[*]〉 (선발 멤버) |           |
| 2. | 〈夢の河 유메노 카와[*]→꿈의 강〉 (마에다 아츠코, 다카하시 미나미, 이타노 토모미, 오시마 유코, 코지마 하루나, 시노다 마리코, 카시와기 유키, 와타나베 마유, 미네기시 미나미, 마츠이 쥬리나) |           |
| 3. | 〈ドレミファ音痴 도레미파 온치[*]→도레미파 음치〉 (넥스트걸즈) |           |
| 4. | 〈ギンガムチェック〉 (off vocal ver.) |           |
| 5. | 〈夢の河〉 (off vocal ver.) |           |
| 6. | 〈ドレミファ音痴〉 (off vocal ver.) |           |

| #  | 제목                                                                    | 재생 시간 |
| -- | ----------------------------------------------------------------------- | --------- |
| 1. | 〈ギンガムチェック 깅엄 체크[*]〉                                       |           |
| 2. | 〈夢の河 유메노 카와[*]〉                                               |           |
| 3. | 〈ドレミファ音痴 도레미파 온치[*]〉                                     |           |
| 4. | 〈27thシングル選抜総選挙ドキュメント→27th 싱글 선발 총선거 다큐멘터리〉 |           |

### 타입 B
| #  | 제목                                                           | 재생 시간 |
| -- | -------------------------------------------------------------- | --------- |
| 1. | 〈ギンガムチェック 깅엄 체크[*]〉 (선발 멤버)                  |           |
| 2. | 〈なんてボヘミアン 난테 보헤미안[*]→어쩜 보헤미안〉 (언더걸즈) |           |
| 3. | 〈Show Fight!〉 (퓨처걸즈)                                     |           |
| 4. | 〈ギンガムチェック〉 (off vocal ver.)                          |           |
| 5. | 〈なんてボヘミアン〉 (off vocal ver.)                          |           |
| 6. | 〈Show Fight!〉 (off vocal ver.)                               |           |

| #  | 제목                                                                                                   | 재생 시간 |
| -- | --- | --------- |
| 1. | 〈ギンガムチェック〉                                                                                   |           |
| 2. | 〈なんてボヘミアン〉                                                                                   |           |
| 3. | 〈Show Fight!〉                                                                                        |           |
| 4. | 〈AKB48 グループメンバーによる『自撮り講座・釣り講座』→AKB48 그룹 멤버 《셀카 강좌·낚시 강좌》〉       |           |
| 5. | 〈AKB48 グループメンバーによる『自撮り釣り写真ギャラリー』→AKB48 그룹 멤버 《셀카·낚시 사진 갤러리》〉 |           |

### 극장판
| #  | 제목 | 재생 시간 |
| -- | --- | --------- |
| 1. | 〈ギンガムチェック 깅엄 체크[*]〉 (선발 멤버) |           |
| 2. | 〈夢の河 유메노 카와[*]→꿈의 강〉 (마에다 아츠코, 다카하시 미나미, 이타노 토모미, 오시마 유코, 코지마 하루나, 시노다 마리코, 카시와기 유키, 와타나베 마유, 미네기시 미나미, 마츠이 쥬리나) |           |
| 3. | 〈あの日の風鈴 아노 히노 후린[*]→어느날의 풍경〉 (웨이팅걸즈) |           |
| 4. | 〈ギンガムチェック〉 (off vocal ver.) |           |
| 5. | 〈夢の河〉 (off vocal ver.) |           |
| 6. | 〈あの日の風鈴〉 (off vocal ver.) |           |

## 선발 멤버

### 〈깅엄 체크〉
(센터 : 오오시마 유코)
- AKB48:오오시마 유코 (1위), 와타나베 마유 (2위), 카시와기 유키 (3위), HKT48:사시하라 리노 (4위), 시노다 마리코 (5위), 다카하시 미나미 (6위), 코지마 하루나 (7위), 이타노 토모미 (8위), SKE48 / AKB48: 마츠이 쥬리나 (9위), SKE48: 마츠이 레나 (10위), 미야자와 사에 (11위), 카사이 토모미 (12위),  키타하라 리에 (13위), 미네기시 미나미 (14위),  요코야마 유이 (15위), 우메다 아야카 (16위)

### 〈유메노 카와〉
(센터 : 마에다 아츠코)
- AKB48: 코지마 하루나, 시노다 마리코, 다카하시 미나미, 마에다 아츠코, 오오시마 유코, 이타노 토모미, 미네기시 미나미, 카시와기 유키, 와타나베 마유, SKE48 / AKB48:마츠이 쥬리나

### 〈난테 보헤미안〉
언더걸즈
(센터 : 타카죠 아키)
- AKB48: 타카죠 아키 (17위), NMB48:야마모토 사야카 (18위), NMB48 / AKB48:와타나베 미유키 (19위), 아키모토 사야카 (20위), 사토 아미나 (21위), 쿠라모치 아스카 (22위), 시마자키 하루카 (23위), SKE48:다카야나기 아카네 (24위), SKE48:하타 사와코 (25위), 마스다 유카 (26위), SKE48:오오야 마사나 (27위), SKE48:야가미 쿠미 (28위), SKE48:스다 아카리 (29위), SKE48:후루카와 아이리 (30위), SKE48:키자키 유리아 (31위), SKE48:오기소 시오리 (32위)

### 〈도레미파 온치〉
넥스트걸즈
(센터 : 이와사 미사키)
- AKB48:이와사 미사키 (33위), SKE48:마츠무라 카오리 (34위), SKE48:무카이다 마나츠 (34위), 나카야 사야카 (36위), 나카타 치사토 (37위), 미야자키 미호 (38위), 나가오 마리야 (39위), 후지에 레이나 (40위), 코바야시 카나 (41위), 마에다 아미 (42위), NMB48:후쿠모토 아이나 (43위), 나카가와 하루카 (44위), 다노 유카 (45위), NMB48:야마다 나나 (46위), HKT48:미야와키 사쿠라 (47위), 카타야마 하루카 (48위)

### 〈Show Fight!〉
퓨처걸즈
(센터 : 무토 토무)
AKB48:무토 토무 (49위), 이시다 하루카 (50위), 키쿠치 아야카 (51위), 오오타 아이카 (52위), 마츠이 사키코 (53위), 야마우치 스즈란 (54위), 니토 모에노 (55위), SKE48:키모토 카논 (56위), SKE48:오오바 미나 (57위), 이치카와 미오리(58위), 오오야 시즈카 (59위), NMB48:오가사와라 마유 (60위), 사토 스미레 (61위), SKE48:나카니시 유카 (63위), SKE48:야카타 미키 (62위), 코모리 미카 (64위) 

### 〈아노 히노 후린〉
웨이팅걸즈
- AKB48: 마츠바라 나츠미, 우치다 마유미, 다나베 미쿠, 나카츠카 토모미, 노나카 미사토, 사토 나츠키, 스즈키 시호리, 스즈키 마리야, 치카노 리나, 아베 마리아, 이리야마 안나, 이와타 카렌, 카토 레나, 카와에이 리나, 시마다 하루카, 다카하시 쥬리, 다케우치 미유, 나카마타 시오리, 나카무라 마리코, 이즈타 리나, 코지마 나츠키, 코바야시 마리나, 나토리 와카나, 후지타 나나, 모리카와 아야카, 아이가사 모에, 아메미야 마이카, 이와타테 시호, 우메타 아야노, 오오시마 료카, 오오모리 미유, 오카다 아야카, 키타 시오리, 키타자와 사키, 사이드 요코타 에레나, 사사키 유카리, 시노자키 아야나, 타카시마 유리나, 하세카와 하루나, 히라타 리나, 미츠무네 카오루, 무라야마 유이리, 모기 시노부, 모리야마 사쿠라, 와타나베 네네
- SKE48:카토 루미, 키노시타 유키코, 쿠와바라 미즈키, 다카다 시오리, 데구치 아키, 히라타 리카코, 히라마츠 카나코, 아카에다 리리나, 아비루 리호, 이시다 안나, 카토 토모코, 고토 리사코, 사토 세이라, 사토 미에코, 마츠모토 리나, 야마다 레이카, 이소하라 쿄카, 우에노 카스미, 우메모토 마도카, 카네코 시오리, 코바야시 아미, 사카이 메이, 시바타 아야, 다카기 유마나, 다케우치 마이, 츠즈키 리카, 하라 미나미, 야마시타 유카리, 이구치 시오리, 이치노 나루미, 이누즈카 아사나, 이와나가 츠구미, 에고 유나, 오오와키 아리사, 오기노 리사, 키토 모모나, 코바야시 에미리, 사이토 마키코, 스가 나나코, 니도이 사야카, 히오키 미키, 후지모토 미즈키, 후타무라 하루카, 후루하타 나오, 미즈노 호노카, 미야마에 아미, 야마다 미즈호
- NMB48:카도와키 카나코, 키시노 리카, 키노시타 하루나, 코타니 리호, 콘도 리나, 시노하라 칸나, 죠니시 케이, 시로마 미루, 마츠다 시오리, 야마구치 유키, 요시다 아카리, 오오타 리오나, 오키타 아야카, 카와카미 레나, 키노시타 모모카, 시마다 레나, 죠 에리코, 다카노 유이, 다니가와 아이리, 히카와 아야메, 후지타 루나, 미타 마오, 무라카미 아야카, 무라세 사에, 야구라 후코, 야마기시 나츠미, 요기 케이라, 아카자와 호노, 아즈마 유키, 이시다 유미, 이시즈카 아카리, 이지리 안나, 우에다 미레이, 우노 미즈키, 우메하라 마코, 오오타 유리, 카토 유카, 카미에다 에미카, 쿠사카 고노미, 쿠시로 리나, 쿠로카와 하즈키, 코노 사키, 코가 나루미, 코바야시 리카코, 코야나기 아리사, 사토 소라이, 스기모토 카노, 다카야마 리코, 토고 소라, 나카가와 히로미, 니시자와 루리나, 하야시 모모카, 히사다 리코, 미우라 아리사, 무로 카나코, 야부시타 주, 야마우치 츠바사, 야마모토 히토미
- HKT48: 아나이 치히로, 우에키 나오, 쿠마자와 세리나, 코다마 하루카, 코모리 유이, 시모노 유키, 스가모토 유코, 다나카 나츠미, 다니구치 아이리, 나카니시 치요리, 마츠오카 나츠미, 무라시게 안나, 모토무라 아오이, 모리야스 마도카, 와카타베 하루카, 아베 쿄카, 이마다 미나, 에토 사야카, 나카니시 아야카, 후카가와 마이코

## 발매일
| 국가     | 날짜            | 포맷                    | 레이블                          |
| -------- | --------------- | ----------------------- | ------------------------------- |
| 일본     | 2012년 8월 29일 | CD+DVD, CD, 디지털 음원 | You, Be Cool!                   |
| 대한민국 | 2019년 2월 15일 | 디지털 음원             | 스톤뮤직엔터테인먼트, 지니 뮤직 |

## JKT48 버전
〈Gingham Checkt 깅엄 체크[*]〉는 AKB48의 자매 그룹인 JKT48의 여섯 번째 싱글로 Hits Records에서 2014년 6월 11일에 발매되었다..
악곡의 발매에 앞서 “JKT48 6th 싱글 선발 총선거”가 행해지고, 〈Gingham Check〉는 이 총선거에서 상위 16위까지에 들어간 멤버에 의해서 불리고 있다. 타이틀 곡의 센터 포지션은 멜로디 누람드하니 락사니이다.
싱글반은 통상반과 극장반이 있다. 특전으로 통상반에서는 선발 멤버 생사진 1매(16종 속에서 1매가 랜덤으로 봉입)와 멤버 직필 메시지 카드, 극장반에서는 트럼프 카드, 개별 악수권 1매(JKT48 극장에서만 구입)와 “Call Gingham Check” 카드(ALFA MIDI, LAWOSN에서만 구입)가 봉입되어 있다. 통상반에서는 「깅엄체크」를 영어로 커버한 버전도 수록되어 있다.

### 수록곡
CD
| #  | 제목                                                         | 재생 시간 |
| -- | ------------------------------------------------------------ | --------- |
| 1. | 〈Gingham Check〉                                            |           |
| 2. | 〈Utsukushii Inazuma- Kilat yang Indah -〉                   |           |
| 3. | 〈Kondo Koso Ecstasy - Kali ini Ecstasy -〉                  |           |
| 4. | 〈Boku wa Ganbaru - Aku Akan Berjuang -〉                    |           |
| 5. | 〈Sakura no Hanabiratachi - Kelopak-kelopak Bunga Sakura -〉 |           |

| #  | 제목                                  | 재생 시간 |
| -- | ------------------------------------- | --------- |
| 6. | 〈Gingham Check - English Version -〉 |           |

DVD
| #  | 제목                                              | 재생 시간 |
| -- | ------------------------------------------------- | --------- |
| 1. | 〈Gingham Check Music Video〉                     |           |
| 2. | 〈Gingham Check Music Video Behind The Scenes〉   |           |
| 3. | 〈Pemilihan Member Single ke-6 Behind the Scene〉 |           |

### 내용주
1. ↑  8월 27일에 졸업하는 마에다 아츠코의 마지막 참가곡

원곡
1. 1 2  AKB48〈ギンガムチェック / 깅엄 체크〉
2. ↑  SKE48〈美しい稲妻 / 아름다운 번개〉
3. ↑  AKB48〈今度こそエクスタシー / 이번에야 말로 엑스터시〉
4. ↑  AKB48〈僕は頑張る / 나는 노력한다〉
5. ↑  AKB48〈桜の花びらたち / 벚꽃잎들〉

### 참조주
1. ↑  극장반을 제외한 모든 싱글
2. ↑  “JKT48 6thシングルCD「Gingham Check」　2014年6月11日（水）発売！” [JKT48 6th 싱글 CD  ‘Gingham Check’, 2014년 6월 11일(수) 발매!]. 《JKT48 공식 사이트》 (일본어). 2014년 6월 11일. 2014년 6월 11일에 확인함.
3. ↑  “JKT48初の総選挙 仲川遥香が健闘3位「感謝の気持ちでいっぱい」” [JKT48 첫 총선거 나카가와 하루카가 건투 3위  ‘감사하는 마음으로 가득’]. 《ORICON STYLE》 (일본어). 오리콘. 2014년 4월 27일. 2014년 4월 27일에 확인함.